# Torre Mudéjar de Cali
La Torre Mudéjar de Santiago de Cali es un campanario anexo a la Capilla de la Inmaculada junto a la que forma el monumento nacional conocido como Complejo religioso de San Francisco. Su construcción es posterior a la de la capilla, que data de 1764, finalizando su construcción una década después. Es considerada la obra arquitectónica de corte mudéjar más importante de la Nueva Granada y la más bella de América.

## Historia
No hay documentación certera en cuanto a fechas de construcción o el arquitecto encargado de la obra. Sin embargo se conoce que la Capilla de la Inmaculada fue construida en 1764 y que en sus inicios no contaba con ningún campanario adjunto, por lo que se decidiría construir la hoy conocida como Torré Mudéjar para completar la capilla. Existen registros de pagos entre abril y mayo de 1772 que permiten acotar la fecha de construcción de la torre.

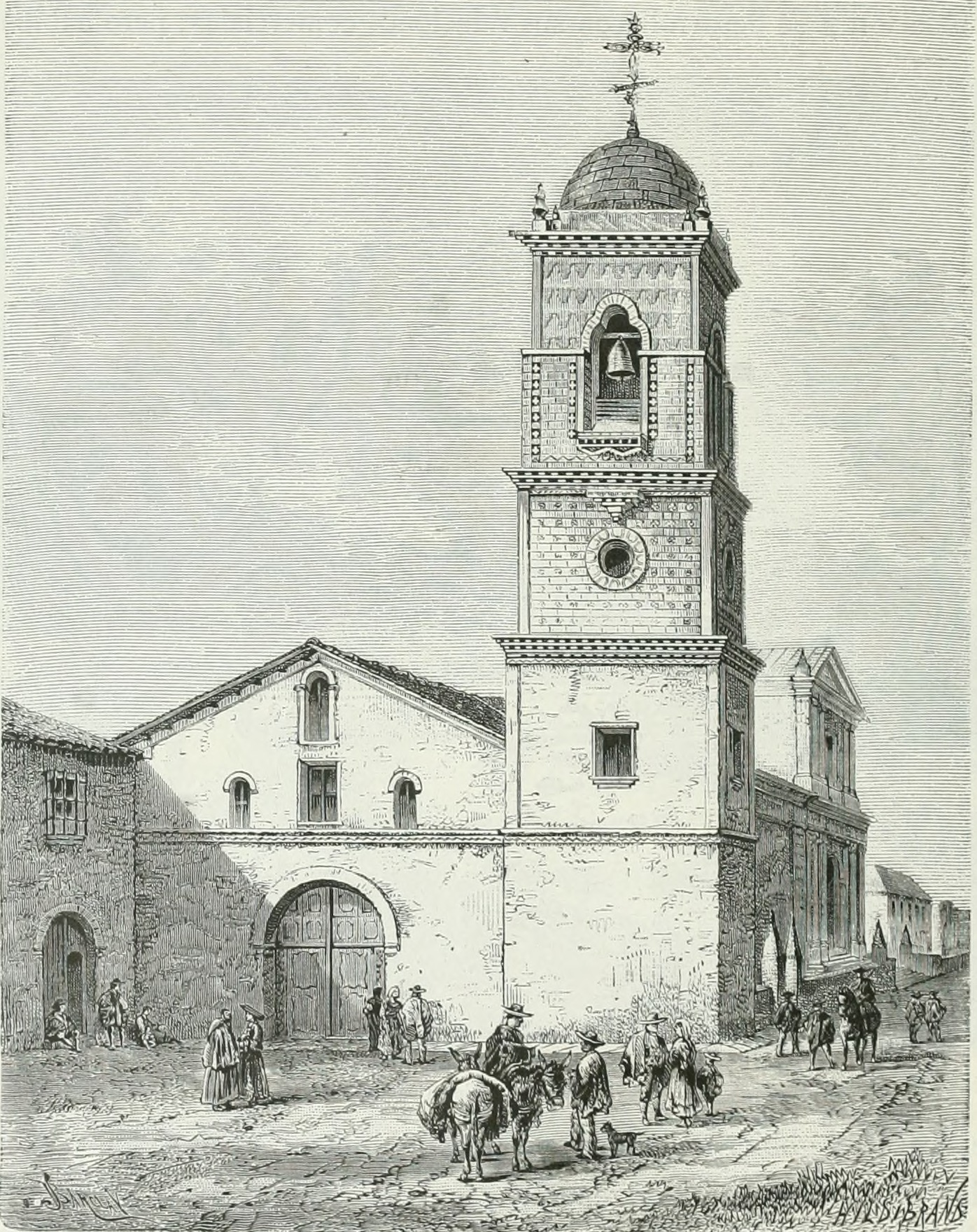
Dibujo realizado por Édouard-François André de la Torre Mudéjar e incluido en su libro.

El arquitecto francés Édouard-François André, luego de su visita a la ciudad en 1876 dataría en su libro «Viaje a la América Equinoccial» la construcción en 1773, siendo el arquitecto, según el testigo oral recogido por él, el español Pablo:

Excepción hecha de algunos antiguos conventos de frailes muy vastos, pero exentos de estilo arquitectónico, y de un hermoso puente de mampostería, de siete ojos, tendido sobre el Cali, los edificios públicos se reducen á dos iglesias, dignas de alguna atención, hasta el punto que no vacilo en colocarlas entre los mejores ejemplares arquitectónicos de Colombia. De las dos, la más interesante es la de San Francisco, anexa al antiguo convento de la orden, que al igual que este fué construida en 1773 por Fray Fernando F. Larrea, de Quito. En cuanto al arquitecto venido de España, sólo se sabe que se llamaba Pablo. La base de la iglesia es de sillares y el resto de mampostería, presentando adornos que le prestan cierto aspecto árabe en extremo elegante, aparte de que el tiempo ha impreso á sus muros aquel tono dorado que recuerda no pocos monumentos del mediodía de España é Italia. Al dibujo de la torre de San Francisco, que saqué allí mismo, puedo añadir sus dimensiones exactas: su altura es de veintitrés metros once centímetros, á la cual hay que agregar la hermosa cruz de hierro forjado del remate que mide cuatro metros veinticinco centímetros. La fachada de la torre, unida á la de la nave, tiene diez y seis metros ochenta y dos centímetros de extensión.
Édouard-François André

Para el historiador Manuel María Buenaventura este arquitecto sería en realidad un liberto moro llamado Pedro Umbas, quien había sido esclavo del padre Nicolás Hinestrosa, uno de los socios de Fray Larrea, quien era oriundo de Sevilla y quien finalmente recibió como donación las herramientas usadas en la construcción de las obras realizadas mientras fue esclavo de Hinestrosa.
En una carta fechada en 1774 se menciona que los insumos para la obra fueron transportados desde la hacienda Mulaló, en cercanías a Vijes, y que incluían cargas de sal y de «amarillo de Castilla», un colorante que aún se puede apreciar en los interiores de la torre y algunas partes del exterior. El documento también señala a Antonio Idrobo como constructor de la torre. Otra versión habla de Ignacio Camacho, un esclavo mulato que se encontraría trabajando también en la Iglesia Matriz de San Pedro y señala como arquitecto a Antonio García, diseñador de la Iglesia de San Francisco de la ciudad de Popayán.

## Estilo

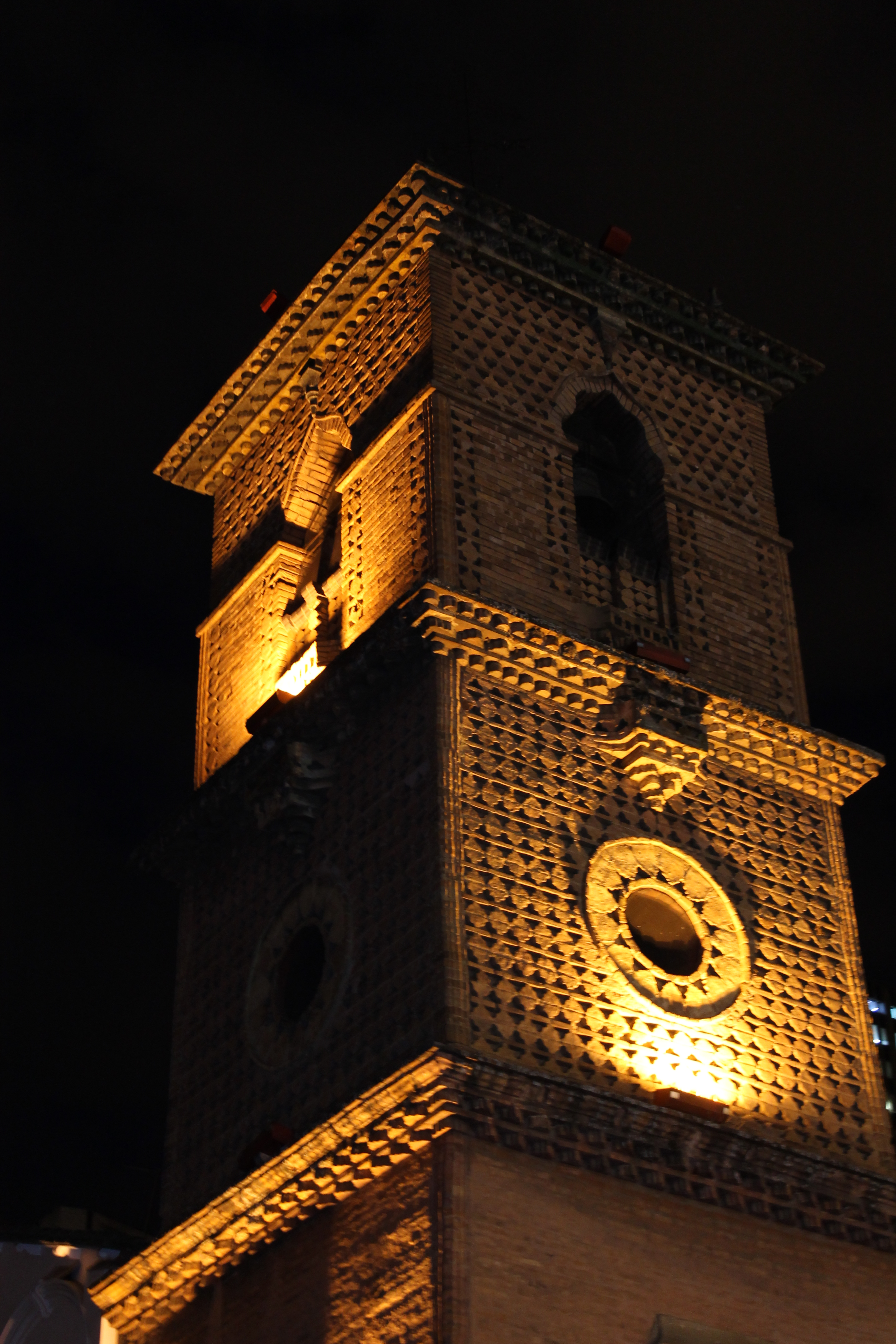
Torre Mudéjar de noche.

La torre está compuesta por cuatro cuerpos diferenciados por cornisas con decoración en ladrillo cortado en forma trapezoidal formando diseños geométricos de corte oriental, semejantes a los hallados en la torre de la Giralda en Sevilla, España. La base de la torre es un cuadrado de 6 metros por cada lado sin plataforma con una altura de 24 metros. El primer cuerpo es un cubo con paramentos ligeramente inclinado, por razones de estabilidad, al estilo de los alminares o minaretes de tapia pisada comunes en el África musulmán. Este primer cuerpo cuenta con sus caras planas, no cuenta con recubrimiento por lo que deja ver el ladrillo de mampostería. El segundo cuerpo es similar pero cuenta con ventanas cuadradas enmarcadas con dinteles de piedra y piezas de ladrillo. En el tercer cuerpo la superposición de dos ladrillos trapezoidales de lados ondulantes se unen por su bases mayores creando efectos de claroscuro. En el medio de estos se halla un óculo trasdonado de ladrillos con aspecto de estrellas de quince puntas. La torre recupera verticalidad en el cuarto cuerpo es el campanario, que a su vez se subdivide en dos secciones, una inferior y otra superior, siendo esta última más pequeña en planta. El cuerpo contiene vanos trilobulados que comienzan en las cornisas dispuestas sobre los ejes de simetría en cada cara de la torre, a la usanza de la Mezquita de Córdoba. Rematando la torre se halla una cúpula semiesférica recubierta de azulejos esmaltados con una cruz de filigrana en hierro forjado.

### Remodelaciones
El grabado de André en 1876 y otro anterior obra de Julio Flórez en 1883, muestran la torre inalterada. Se estima que una primera remodelación pudo ocurrir en 1889, cubriendo la ornamentación de losanges con yeso. Sin embargo esta remodelación pudo ocurrir en 1924 cuando el pintor Maurizio Ramelli Adreani se encontraba interviniendo la Iglesia de San Francisco. En 1936 el pinto Luis Acuña levanta los antepechos, modifica los vanos superiores del campanario y enchapa con mosaicos la base de la cúpula. Construye en los arcos del cuerpo superior claves artísticas y un pequeñísimo óculo en el primer cuerpo para obtención de luz. Las intervenciones de Acuña, realizadas en el marco de los 400 años de la ciudad, tuvieron la intención de orientalizar el aspecto de la torre.
En cuanto a la coloración, puede que la totalidad de la edificación haya sido de color ocre en algún momento, como puede observarse en un cuadro del artista E. Macías. Se cree, sin embargo, que los cuerpos inferiores de la estructura pudieron haber sido encalados en blanco por lo que habría sido Acuña quien finalmente le diera el tono de rojo pálido a estas secciones, en concordancia a las modificaciones que adelanto en la fachada de la Iglesia contigua. Tampoco es claro quién elevó los pináculos interiores para que quedarán por encima de los exteriores, pudiendo ser Acuña quien aplicó la remodelación o un error del grabado de André que no mostrara originalmente de manera adecuada la altura de ambos pináculos.